# Charlie Bunyan
Charles Cyril Bunyan, e conosciuto in Belgio come Cyrille Bunyan, detto Charlie (Chesterfield, 22 novembre 1892 – Nottingham, 1975), è stato un calciatore inglese, di ruolo attaccante.

## Biografia
È figlio di Charles Bunyan (calciatore di fine Ottocento e allenatore dei primi del Novecento) e fratello di Maurice Bunyan (calciatore degli anni dieci e degli anni venti).

## Carriera

### Club
Nel 1912 si aggiudica col Racing Bruxelles la prima edizione della Coppa del Belgio. Dopo un anno al Gent, nel 1913 torna al Racing con cui gioca fino al 1920, anno in cui si trasferisce al Chelsea dove chiude la carriera due anni dopo a trent'anni.

### Nazionale
Venne convocato nella nazionale britannica che disputò i Giochi olimpici del 1920 ma non disputò neanche una partita.

## Palmarès

### Club

#### Competizioni nazionali
- Coppa del Belgio: 1

Racing Bruxelles: 1911-1912